# توموهیده ناکازاوا
توموهیده ناکازاوا (انگلیسی: Tomohide Nakazawa؛ زادهٔ ۱۳ سپتامبر ۱۹۸۰) بازیکن فوتبال اهل ژاپن است.